# Кикабидзе, Вахтанг Константинович
Вахта́нг Константи́нович (Бу́ба) Кикаби́дзе (груз. ვახტანგ კონსტანტინეს ძე (ბუბა) კიკაბიძე; 19 июля 1938, Тбилиси, Грузинская ССР, СССР — 15 января 2023, Тбилиси, Грузия) — советский и грузинский певец, автор песен, актёр, кинорежиссёр, сценарист, политический деятель; народный артист Грузинской ССР (1980), заслуженный артист Украины (2013), лауреат Государственной премии СССР (1978). Депутат парламента Грузии VII созыва (2020—2023). Происходил из грузинских княжеских родов Багратион-Давыдовых и имеретинских азнаури Кикабидзе.

## Биография
Родился 19 июля 1938 года в Тбилиси Грузинской ССР.
Отец — младший лейтенант Константин Николаевич Кикабидзе (1906—1942), работал журналистом, пропал без вести в декабре 1942 года под Керчью, происходил из имеретинского дворянского рода (в достоинстве азнаури). Мать — Манана Константиновна Багратиони, из княжеского рода Багратиони-Давитишвили (Потомство царя Кахетии Александра I, осевшее в Картлийском царстве и правившие княжеством Садавитишвило) (род. 1915—2002), была певицей.
Бабушка Ольга по материнской линии — из старинного княжеского рода Амирэджиби из Картли.
В школьные годы Кикабидзе участвовал в кружке художественной самодеятельности. После школы поступил в Тбилисский государственный университет имени Иванэ Джавахишвили, позже — в Тбилисский государственный институт иностранных языков. Оба вуза Кикабидзе так и не окончил, поскольку решил связать жизнь с искусством. В 1959 году поступил на работу в Тбилисскую филармонию.
По словам самого Кикабидзе, он никогда не состоял в комсомоле, а из пионеров был исключён за то, что чистил обувь своим пионерским галстуком.
В 1966 году пришёл в ансамбль «Орэра» (ударные инструменты, вокал). Примерно в то же время пел в квартете «Диэло».
В том же 1966 году дебютировал в кино — «Встреча в горах» (режиссёр Николай Санишвили). В 1969 году впервые снялся у Георгия Данелии в фильме «Не горюй!» (приз за лучшую мужскую роль Международного кинофестиваля в Картахене, 1970). Следующим знаковым фильмом стала картина «Мелодии Верийского квартала» (режиссёр Георгий Шенгелая, 1974).
В декабре 1976 в качестве руководителя ансамбля «Орэра» вместе с Нани Брегвадзе выступил в финале телефестиваля «Песня года», позже выходил в финал ещё пять раз в 1978, 1980, 1981, 1999, 2005 годах.
В 1977 году вышел фильм режиссёра Георгия Данелии «Мимино», где актёр сыграл принёсшую ему широкую известность роль лётчика Валико Мизандари.
С 1980-х годов начал сольную карьеру певца, сперва выступая под фамилией Багратиони.
В 1981 году по своему сценарию снял комедию в четырёх новеллах «Будь здоров, дорогой!» (Гран-при Габрово-83), а в 1985 году — фильм «Мужчины и все остальные». В 1984 году снимался в телесериале «ТАСС уполномочен заявить».
С начала 1980-х годов до 2008 года около 30 лет Кикабидзе жил и работал в России, где был весьма популярен, с аншлагом давал многочисленные сольные концерты в разных российских городах.

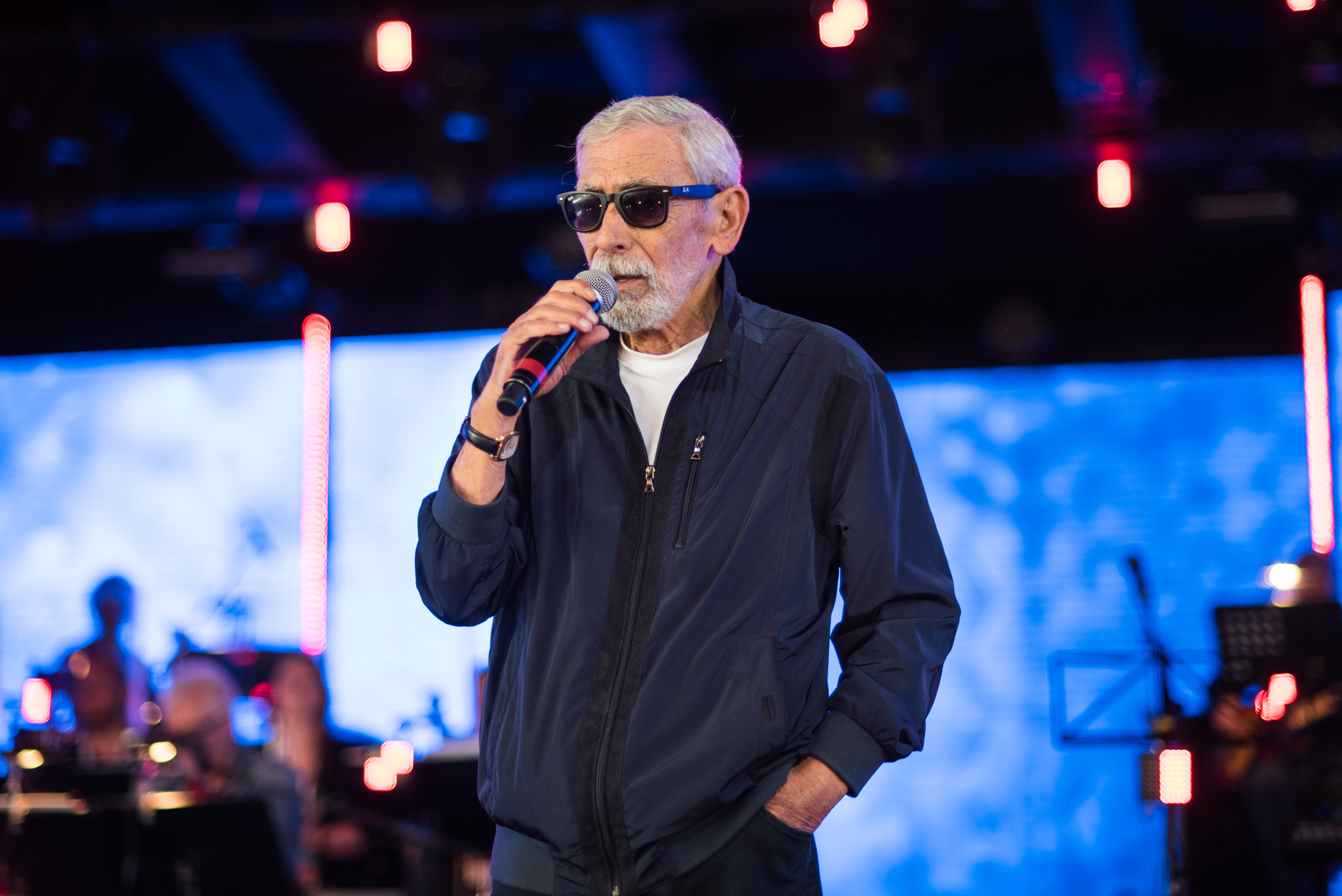
Кикабидзе на фестивале «Лайма. Рандеву. Юрмала 2017»

В 2013 году актёр рассказал, что пишет книгу под рабочим названием «Лицо кавказской национальности». Книга, состоящая из нескольких новелл про людей разных национальностей, вышла в 2016 году под названием «Они».
Последней актёрской работой Кикабидзе в 2021 году стали съёмки в одной серии седьмого сезона сериала «Сваты».
Скончался 15 января 2023 года в Тбилиси в больнице на 85-м году жизни от осложнений хронической болезни почек. Прощание и гражданская панихида прошли 17 и 18 января в церкви Кашвети в Тбилиси, 19 января церемония прощания прошла в Тбилисской филармонии. 
19 января 2023 года похороны лауреата государственной премии СССР Вахтанга Кикабидзе остались без внимания российских деятелей культуры — только Станислав Садальский прилетел в Тбилиси ради похорон своего коллеги. «…И самое моё большое желание, чтобы народы наши снова были вместе» — сказал Станислав на прощальной церемонии.
Похоронен рядом с матерью и женой на Верийском кладбище в Тбилиси.

## Семья
Супруга (с 1965 по 2021) — Ирина Григорьевна Кебадзе (1932 — 11 октября 2021), в прошлом прима-балерина Тбилисского академического оперного театра, заслуженная артистка Грузинской ССР.
- Приёмная дочь — Марина Гурамовна Сагарадзе (род. 1956, дочь актёра Гурама Сагарадзе), актриса Тбилисского академического театра имени Шота Руставели, снимается в кино, преподаёт в театральном вузе сценическое мастерство.
  - Внук — Георгий  Арешидзе (род. 25 июля 1979), окончил колледж в Зальцбурге и Международный университет Шиллера[англ.] в Лондоне (2007).

- Сын — Константин Вахтангович Кикабидзе (род. 1966), художник, окончил Академию художеств, три года работал по контракту в Москве в посольстве Грузии, сейчас живёт в Торонто, Канада[25].
  - Внуки: Вахтанг Константинович Кикабидзе (род. 1986) и Иоанн Константинович Кикабидзе (род. 1995), учился в английской школе в Тбилиси[источник не указан 2014 дней].

## Политическая позиция
В 2008 году воздержался от российского ордена Дружбы в связи с войной в Грузии в августе 2008 года. Кроме того, Кикабидзе отменил свои юбилейные концерты в Москве, заявив, что уважает русский народ, но в связи с военными действиями России против Грузии не может принимать награды и выступать с концертами.
В октябре 2014 года в интервью украинской газете «Сегодня» Кикабидзе заявил: «если бы я был молодым, я бы тоже сейчас был в АТО и сопротивлялся, защищая честь страны». Президента Путина назвал политиком чёрной силы и захватчиком.

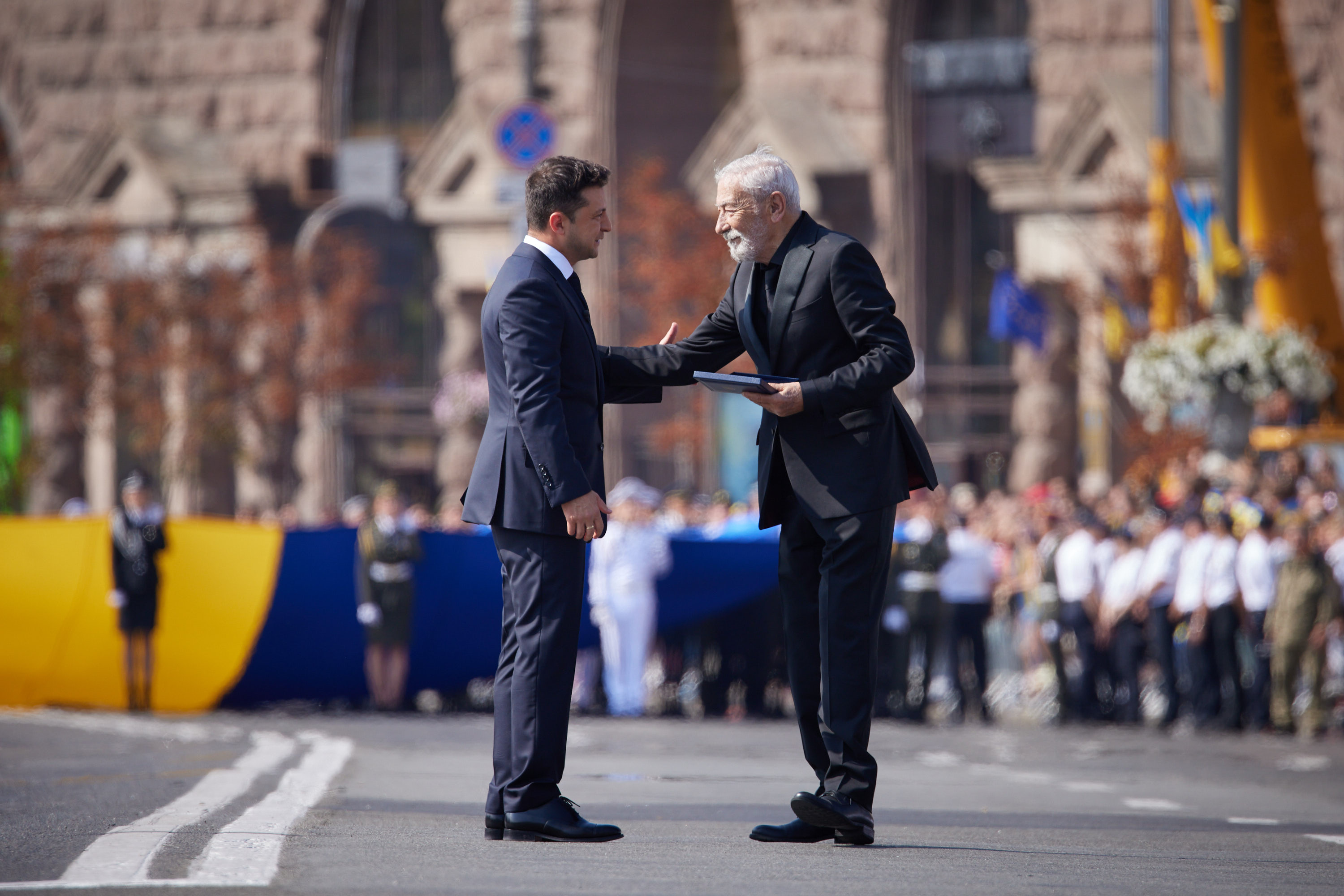
C президентом Украины Владимиром Зеленским. Киев, 24 августа 2021 года

Весной 2015 года Кикабидзе в рамках всеукраинского тура дал сольный концерт в Киеве. Своё двухчасовое выступление артист посвятил памяти Небесной сотни.
В июне 2018 года в интервью немецкому изданию Deutsche Welle Кикабидзе заявил, что в 1991 году он обрадовался распаду СССР и в честь этого события «даже стол накрыл».
На парламентских выборах 2020 года возглавил список партии экс-президента Грузии Михаила Саакашвили «Единое национальное движение», по итогам выборов избран депутатом парламента Грузии VII созыва. Однако в работе парламента участия почти не принимал из-за тяжёлой болезни.
В феврале 2022 года осудил вторжение России на Украину.

## Творчество

### Фильмография
Актёр
 — главная роль

| Год  |     | Название                     | Роль                                                               |
| ---- | --- | ---------------------------- | ------------------------------------------------------------------ |
| 1966 | ф   | Встреча в горах              | Гия                                                                |
| 1968 | ф   | Не горюй!                    | Бенжамен Варламович Глонти, молодой врач                           |
| 1969 | ф   | Москва в нотах               | ударник и вокалист ансамбля «Орэра»                                |
| 1970 | ф   | Орэра, полный вперёд!        | Имя персонажа не указано                                           |
| 1971 | ф   | Хатабала                     | Кинто                                                              |
| 1972 | ф   | Я, следователь               | Георгий Микеладзе                                                  |
| 1973 | ф   | Совсем пропащий              | Герцог                                                             |
| 1974 | ф   | Мелодии Верийского квартала  | Павле, извозчик                                                    |
| 1975 | ф   | Пропавшая экспедиция         | Арсен Георгиевич Кобахидзе, комиссар                               |
| 1976 | тсп | Волшебный фонарь             | исполнение финальной песни «Будет так», партнёр Л. Гурченко        |
| 1977 | ф   | Камень чистой воды           | Отар Нижарадзе                                                     |
| 1977 | ф   | Псевдоним: Лукач             | Дурутти                                                            |
| 1977 | ф   | Мимино                       | Валентин Константинович (Валико) Мизандари, он же «Мимино», лётчик |
| 1977 | тсп | Орэра выходит в эфир         |                                                                    |
| 1980 | ф   | Дюма на Кавказе              | Аркапос                                                            |
| 1980 | кор | До встречи, друг…            |                                                                    |
| 1981 | ф   | Будь здоров, дорогой         |                                                                    |
| 1982 | ф   | Три оплеухи                  | Никала                                                             |
| 1983 | ф   | Утро без отметок             | мистер Глэбб, шпион из сна Глеба                                   |
| 1984 | ф   | ТАСС уполномочен заявить…    | Джон Глэбб, сотрудник ЦРУ                                          |
| 1984 | ф   | Ольга и Константин           | Константин Гогуадзе                                                |
| 1985 | ф   | Мужчины и все остальные      |                                                                    |
| 1994 | ф   | Весёленькая поездка          | певец                                                              |
| 1996 | ф   | Русский проект               | алкоголик                                                          |
| 1997 | ф   | Звёздная ночь в Камергерском | участник капустника МХТ                                            |
| 2000 | ф   | Фортуна                      | Фома Арчилович Каландадзе, капитан                                 |
| 2008 | ф   | Королева                     | Ираклий Нодарович Дадиани                                          |
| 2008 | ф   | Идиократия                   | Имя персонажа не указано                                           |
| 2012 | ф   | Любовь с акцентом            | юбиляр                                                             |
| 2013 | ф   | Ку! Кин-дза-дза              | Трац, главарь контрабандистов                                      |
| 2013 | ф   | Дед 005                      | Ираклий, врач-кардиолог из Грузии                                  |
| 2021 | с   | Сваты 7                      | князь Георгий Габриадзе                                            |
| 2023 | ф   | Больше чем любовь            | Постаревший Вано                                                   |

Режиссёрские и сценарные работы
- 1981 — Будь здоров, дорогой
- 1985 — Мужчины и все остальные

### Музыкальная деятельность
Винил
- 1971 — «Поёт Вахтанг Кикабидзе» (ЕР, «Мелодия», ГД-0002703-4)[36]
- 1973 — «Поёт Буба Кикабидзе» (ЕР, «Мелодия», ГД-0003803-4)[37]
- 1973 — «Поёт Вахтанг Кикабидзе» (ЕР, «Мелодия», ГД 0003305-2703)[38]
- 1978 — «Поёт Буба Кикабидзе» (ЕР, «Мелодия», Г62—07023-4)[39]
- 1979 — «Пока сердце поёт» (LP, «Мелодия», С60—12465-6)[40]
- 1980 — «Поёт Вахтанг Кикабидзе. Песни Алексея Экимяна» (ЕР, «Мелодия», С62—13567-68)[41]
- 1980 — «Поёт Вахтанг Кикабидзе» (ЕР, «Мелодия», С62-14745-46)[42]
- 1981 — «Пожелание. Песни Алексея Экимяна поёт Вахтанг Кикабидзе» (LP, «Мелодия», С60—14809-10)[43]
- 1983 — «Вахтанг Кикабидзе поёт песни А. Морозова» (ЕР, «Мелодия», С62—19063 001)[44]

Магнитоальбомы и CD
- 1979 — «Поёт Вахтанг Кикабидзе» (MC, «Мелодия», СМ 00742)[45]
- 1994 — «Мои Года»
- 1996 — «Ларису Ивановну хочу» (переиздан в 2018 году)
- 1997 — «Письмо другу»
- 1997 — «Секрет счастья»
- 1999 — «Танго любви»
- 2001 — «Лучшие песни»
- 2003 — «Грузия, любовь моя (Тбилисские песни)» (2 CD)
- 2004 — «Старики-разбойники»
- 2006 — «Экимян. Кикабидзе. Вот и встретились»
- 2006 — «Grand Collection»
- 2006 — «Танцы, шманцы, обниманцы»
- 2007 — «Я жизнь не тороплю»
- 2008 — «Проза жизни» (дополненное издание)
- 2018 — «Версии, не вошедшие в сборники»

Видеоклипы
- 1980 — «Мои года» («Мои года — моё богатство»)
- 1981 — «Пожелания» («Я хочу, чтобы песни звучали»)
- 1996 — «Ах, эти сложные года»
- 2009 — «Разочаровали»
- 2011 — «Грузинская песня» («Виноградную косточку в тёплую землю зарою»)
- 2021 — «Тбилисо» (участие в клипе Тамары Кутидзе, роль отца)
- 2022 — «Горят причалы» (участие в клипе Тамары Кутидзе, роль отца)

## Награды
Государственные награды
- Заслуженный артист Грузинской ССР (1970)
- Государственная премия СССР (1978) — за фильм «Мимино» (1977)[4]
- Народный артист Грузинской ССР (1980)[4]
- Орден Чести (1995, Грузия)[46][4]
- Орден Вахтанга Горгасали III степени (10 февраля 1997, Грузия) — за активное участие в защите и укреплении правопорядка в Тбилиси, за храбрость и гражданский долг[47][46][4]
- Орден Победы имени Святого Георгия (2008, Грузия)[48][4]
- Орден Дружбы (19 июля 2008, Россия) — за большой вклад в развитие русской культуры и искусства, укрепление российско-грузинских культурных связей[49] — отказался в августе 2008[50][4]
- Государственная премия Грузии (2013)[46]
- Заслуженный артист Украины (30 ноября 2013) — за значительный личный вклад в социально-экономическое, научно-техническое, культурно-образовательное развитие Украинского государства, весомые трудовые достижения, многолетний добросовестный труд[51][4]
- Орден князя Ярослава Мудрого V степени (24 августа 2021, Украина) — за весомый личный вклад в развитие межгосударственного сотрудничества, укрепление международного авторитета Украины, популяризацию её историко-культурного наследия[52][53]

Другие награды, поощрения и общественное признание
- Премия КГБ СССР (1984, за роль в фильме «ТАСС уполномочен заявить…»)[источник не указан 1054 дня]
- Почётный гражданин города Тбилиси (1998)
- Именная звезда Кикабидзе (1999, Москва, «Площадь Звёзд»)
- Именная звезда перед зданием Тбилисской филармонии (2006)
- Кавалер «Международного ордена Николая Чудотворца»
- Кавалер «Международного ордена Константина Великого»
- Лауреат международных песенных конкурсов и кинофестивалей

## Память
В 2023 году в честь Вахтанга Кикабидзе была переименована улица Горького в украинском городе Золотоноша.

## Документальные фильмы и телепередачи
- «Вахтанг Кикабидзе. „Мои года — моё богатство…“» («Первый канал», 2008)[55]
- «Вахтанг Кикабидзе. „Буба“» («Мир», 2013)[56]
- «Вахтанг Кикабидзе. „Раскрывая тайны звёзд“» («Москва 24», 2016)[57]
- «Вахтанг Кикабидзе. „Диагноз — грузин“» («ТВ Центр», 2017—2018)[58]
- «Любимый Буба Кикабидзе» («Мир», 2018)[59]
- «Вахтанг Кикабидзе. „Звёзды советского экрана“» («Москва 24», 2019)[60]
- «Тайны кино. „Лучшие роли Вахтанга Кикабидзе“» («Москва 24», 2020)[61]